# Mariana Starke
Mariana Starke (1762 - 1838) fue una escritora inglesa. Conocida mayormente por sus libros de viajes, Starke fue autor, también, de dos obras dramáticas: The Sword of Peace (La espada de paz) (1788) y The Widow of Malabar (La viuda de Malabar) (1791).
- Datos: Q2835213